# Pirámides de Egipto
| U23 | G17 · r | O24 |

| U23 | G17 · r | O24 |

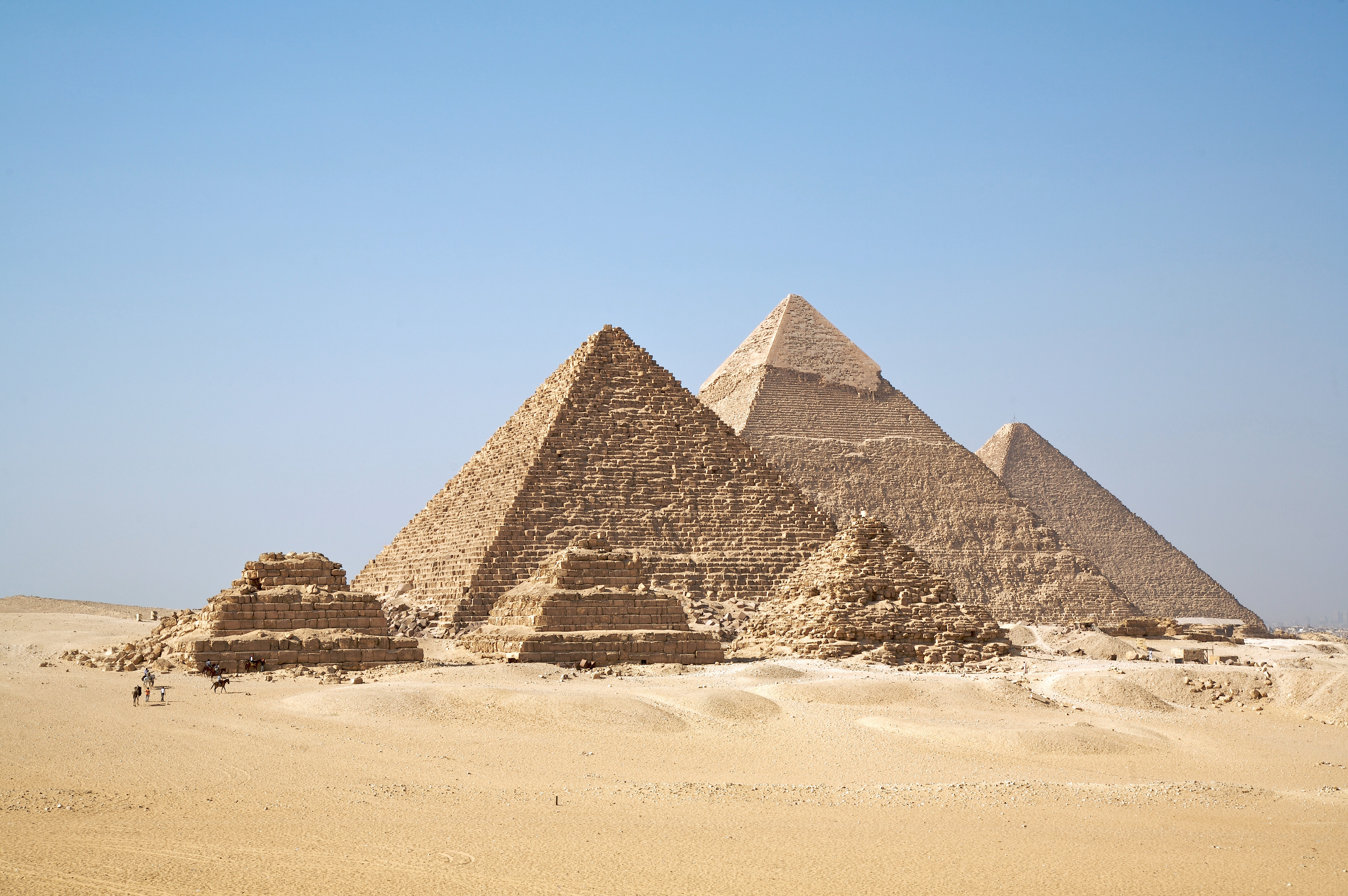
Las pirámides de Guiza.

Las pirámides de Egipto son, de todos los vestigios legados por los egipcios de la Antigüedad, los más portentosos y emblemáticos reconocidos. Construidas como criptas reales para los faraones a partir de 2630–2610 a. C, con bloques de piedra revestidos de caliza, originalmente eran a la vista grandes construcciones de color blanco. 
Símbolos del Egipto moderno, y aunque se han localizado al menos un centenar, las más reconocidas son las pirámides de Keops, Kefrén y Micerino levantadas en la llanura de Guiza, por orden de estos faraones, siendo la de Keops  la más alta realizada y que se observan a las afueras de la capital del Egipto moderno, El Cairo.

## La función de las pirámides egipcias

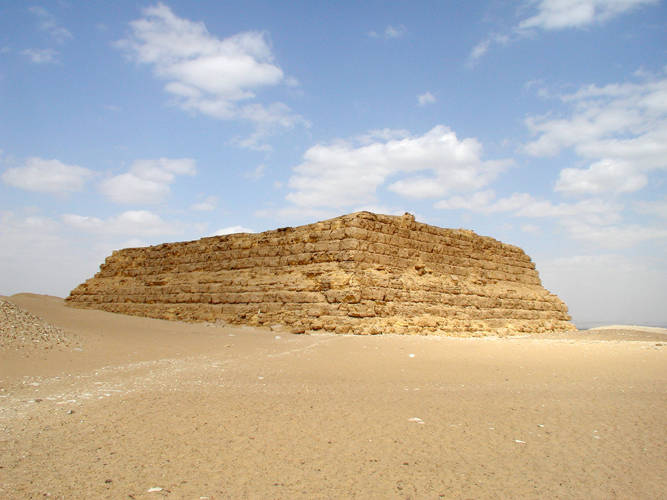
La Mastaba del Faraón, en Saqqara.

En los Textos de las Pirámides, grabados en las paredes de las cámaras funerarias de algunas de ellas durante el Imperio Antiguo, existe una plegaria destinada al rey y su pirámide:
"Oh Atum, pon tus brazos alrededor de este gran rey, alrededor de esta construcción, y alrededor de esta pirámide como los brazos del símbolo del ka, para que la esencia del rey pueda estar en esta, perdurando para siempre. Oh
Gran Enéada que estás en Heliópolis, haz que el nombre del rey perdure, haz que esta pirámide del rey y esta construcción suya perduren para siempre, como el nombre de Atum que preside sobre la Gran Enéada perdura."
Esta última frase se repite muchas veces, variando los nombres de los dioses y sus epítetos.
Los textos citados indican la función de la pirámide: contener la «esencia» del rey por toda la eternidad. Según los mismos textos, el rey resucita, y asciende al cielo para vivir eternamente entre los dioses, transfigurado en una estrella. (véase: Componentes del ser humano en el Antiguo Egipto).

## Primeras pirámides monumentales

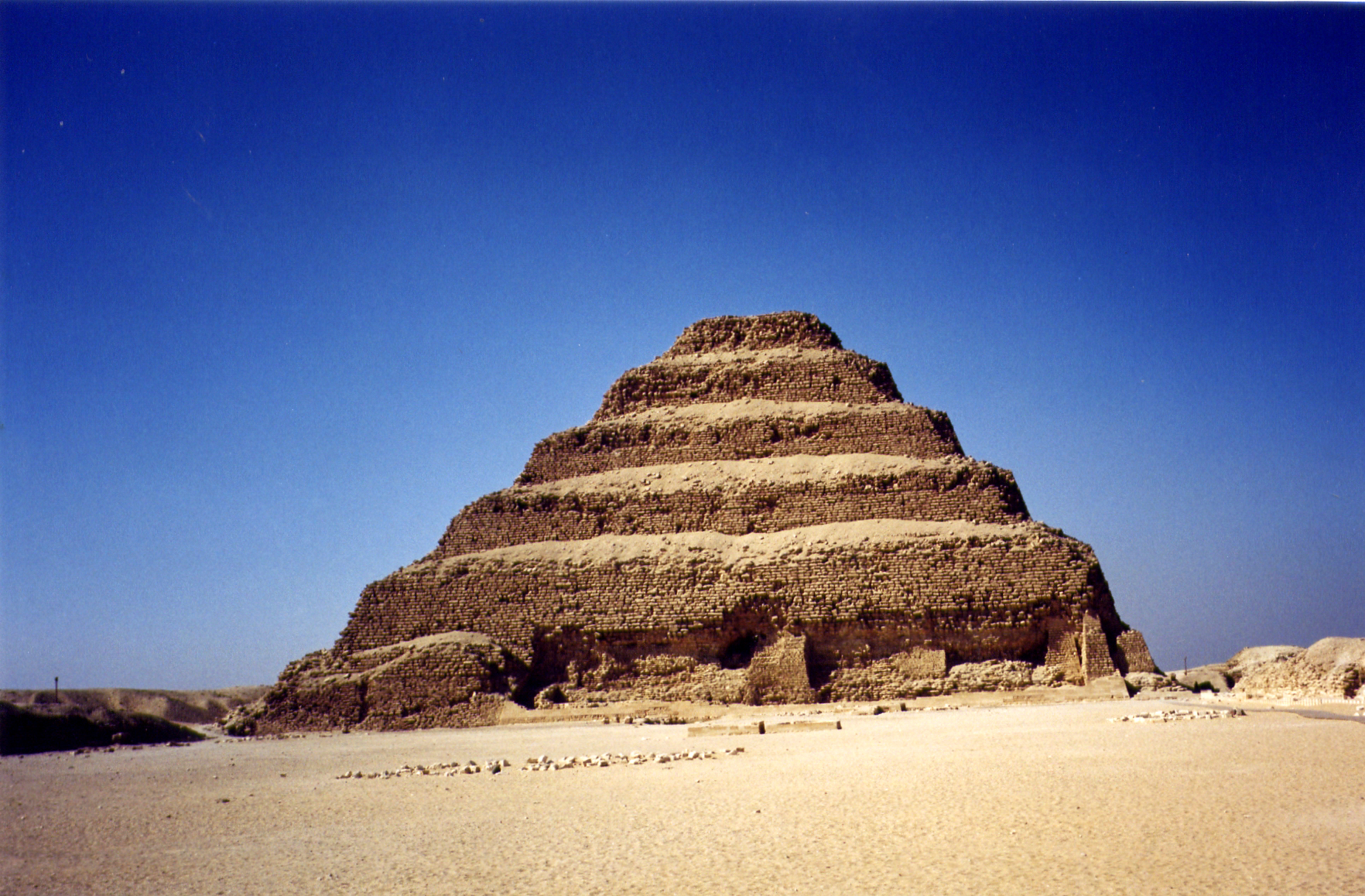
«Pirámide escalonada» de Dyeser, en Saqqara.

A principios de la Dinastía III (c. de 2700 a. C.) las mastabas reales se transformaron en pirámides escalonadas, constituidas con varias gradas, a modo de "escalera gigantesca" que se eleva hacia el cielo.
La primera y más famosa de estas es la pirámide escalonada de Saqqara del faraón Dyeser (Zoser), cuyo arquitecto era Imhotep, que posiblemente quiso crear un monumento que se elevara hacia el cielo, como una gigantesca escalera, con el fin de simbolizar la ascensión del difunto del "mundo terrenal" "hacia el cielo".
La siguiente etapa en la evolución de las pirámides, fue la construcción ordenada erigir por el rey Seneferu, la llamada "pirámide romboidal", o "pirámide acodada", en la región de Dahshur, que se considera una etapa intermedia entre la "pirámide escalonada" y la "pirámide clásica", o de caras lisas. En la pirámide romboidal las caras están conformadas con dos pendientes, de inclinación decreciente en dirección a la cumbre. La ausencia de uniformidad de esta pendiente podría ser un efecto geométrico voluntario. O, como sostienen algunos expertos, debido a dificultades arquitectónicas, por la estabilidad de la pirámide (pendiente original demasiado fuerte), o su método de construcción (transporte de bloques a gran altura), o por dificultades de suministro (situación geopolítica),entre otras.

Pirámides de la época de Seneferu
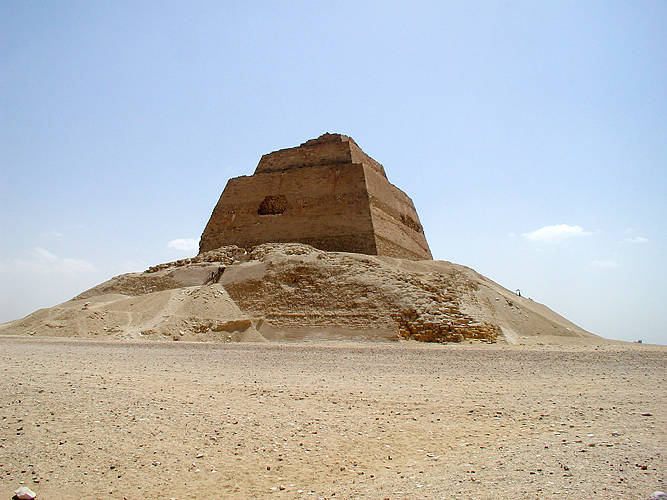
Ruinas de la pirámide en Meidum de Seneferu, iniciada por Huni.
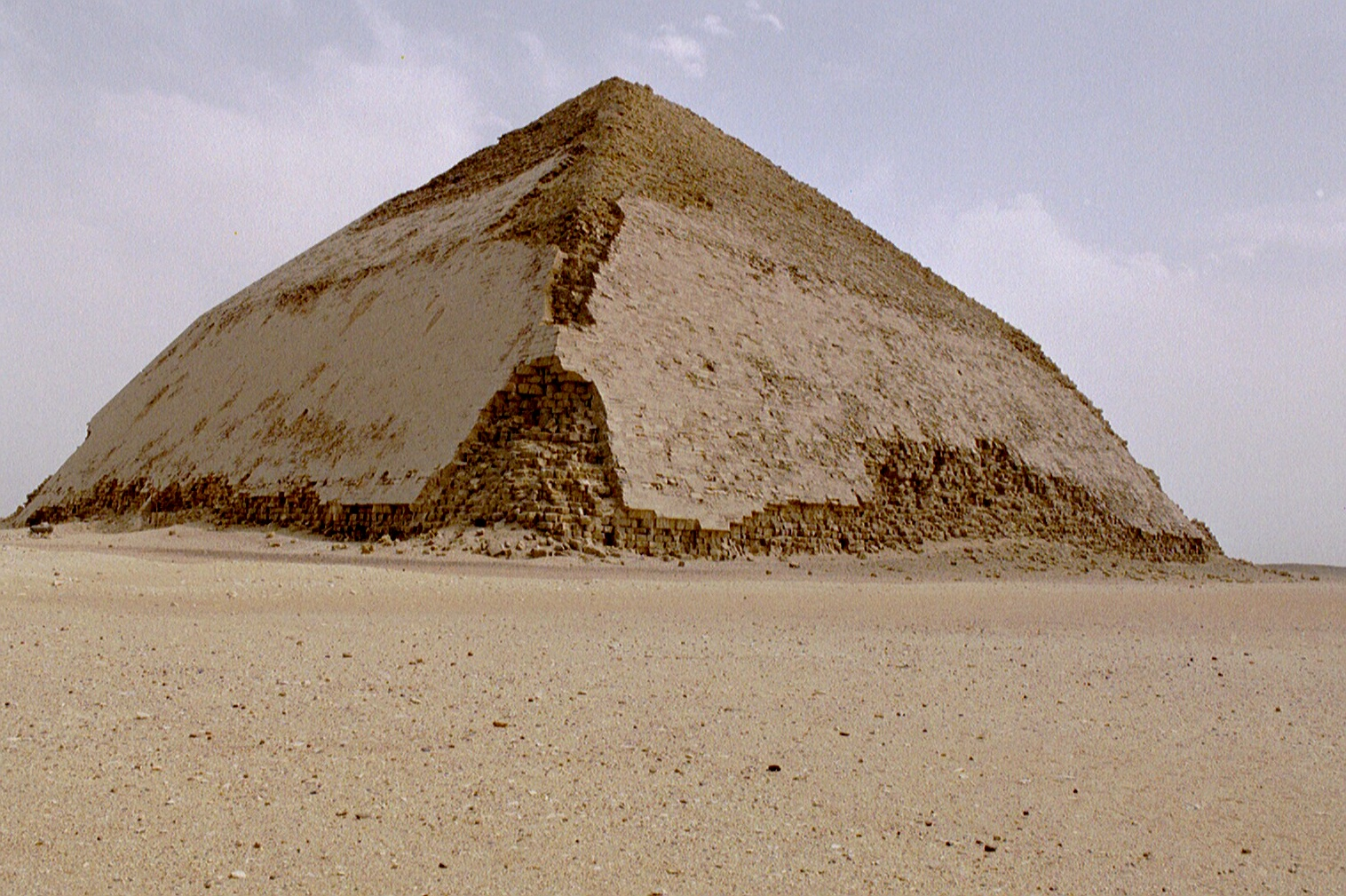
«Pirámide Acodada» de Seneferu, en Dahshur.
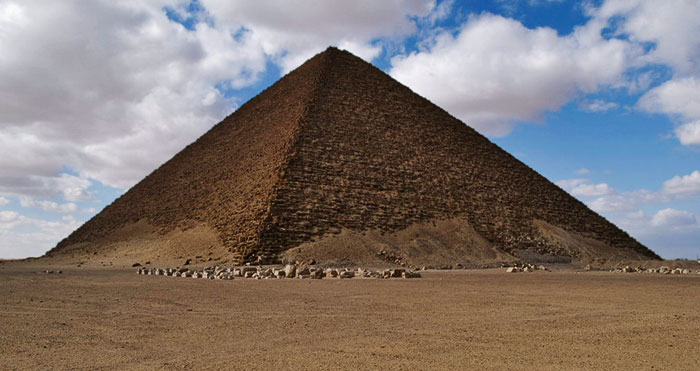
«Pirámide Roja» de Seneferu, erigida en Dahshur.

## Pirámides clásicas
Este tipo de pirámides condujo, en una última fase de evolución, a las pirámides clásicas, de caras lisas, de la Dinastía IV (c. 2500 a. C.); las más célebres y mejor conservadas de las cuales son las pirámides de Keops, Kefren, y Micerino, erigidas en la meseta de Guiza, cerca del actual El Cairo.

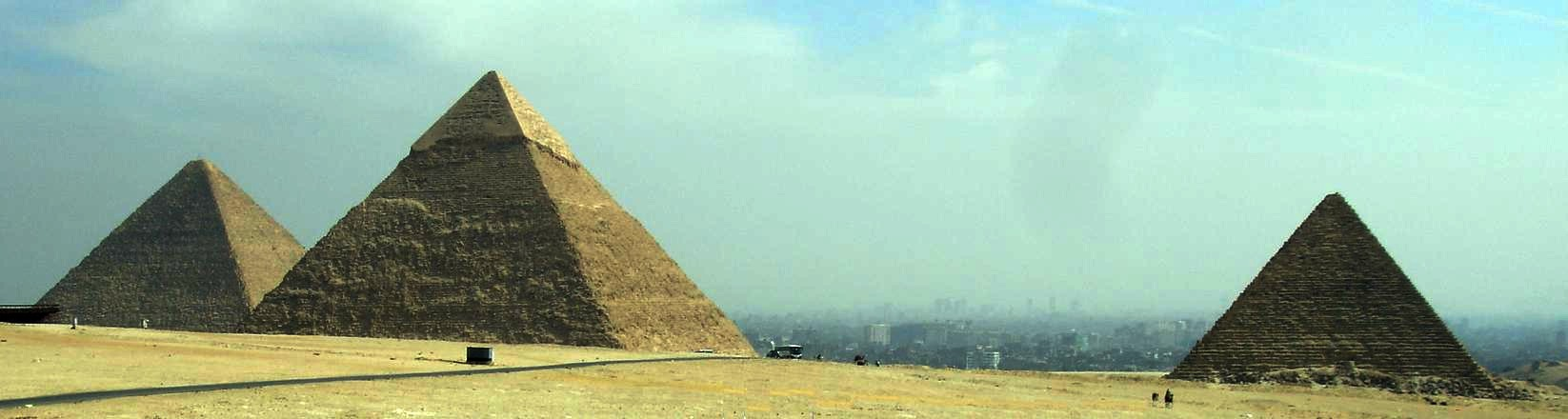
Pirámides de Jufu (Keops), Jafra (Kefrén) y Menkaura (Micerino), en Guiza.

Otros faraones de la dinastía IV iniciaron la construcción de sus pirámides, como Dyedefra (Abu-Roash) y Nebkara (Zawyet el-Aryam), pero quedaron sin concluir. El último faraón de la dinastía, Shepseskaf, eligió un monumento a modo de gran sarcófago pétreo, la mastaba de Shepseskaf en Saqqara. La pirámide de Dyedefra (Abu-Roash) llegó a ser 7 metros más alta que la de Keops al levantarla aprovechando una elevación natural, pero durante la época romana fue desmantelada al convertirla en cantera para usar sus piedras en otras construcciones.
Durante la dinastía V la mayoría de sus reyes levantaron sus complejos de pirámides en Saqqara y Abusir, pero de menores dimensiones y técnicamente muy inferiores. Prosiguieron eligiéndolas en Saqqara: Teti, Pepy I, Merenra I y Pepy II, durante la dinastía VI.
En el denominado primer período intermedio de Egipto algunos gobernantes continuaron la tradición, como Neferkara Neby, Jui, Ity, o Merykara, pero apenas quedan restos.
Es en el Imperio Medio (dinastía XII, c. 1760 a. C.) cuando se levantan las últimas grandes pirámides, pero con núcleos de adobe dentro del revestimiento pétreo, actualmente desmoronados.
Los faraones del Imperio Nuevo prefirieron construir grandes templos funerarios e hipogeos en la zona de Tebas.

Los dignatarios de la dinastía XXV de origen nubio (c. 747 a. C.), erigieron pirámides pétreas menores y más estilizadas en Napata y Meroe (en su natal Kush) para ellos y sus familiares.
La pirámide era el centro del gran complejo funerario de cada soberano, erigida al fondo de una calzada ritual que la comunicaba con un templo funerario donde se realizaban las ofrendas y ceremonias cotidianas por el difunto, y rodeada por las mastabas donde se enterraban los miembros de su familia y corte, así como varias pequeñas pirámides menores anexas para las esposas reales.

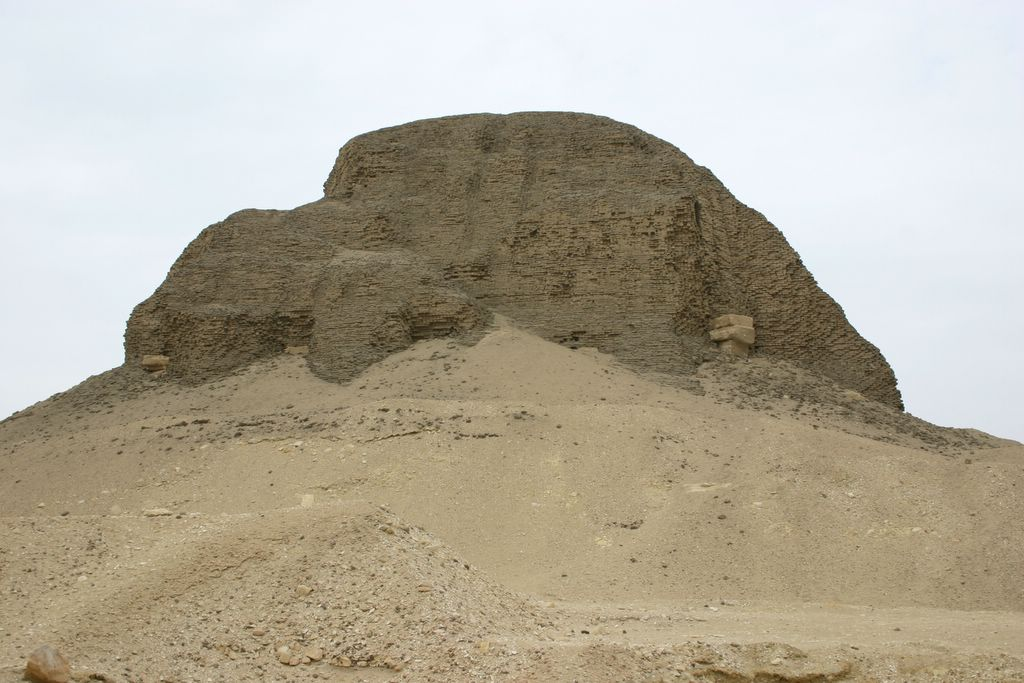
Pirámide de Senusert II en El-Lahun.
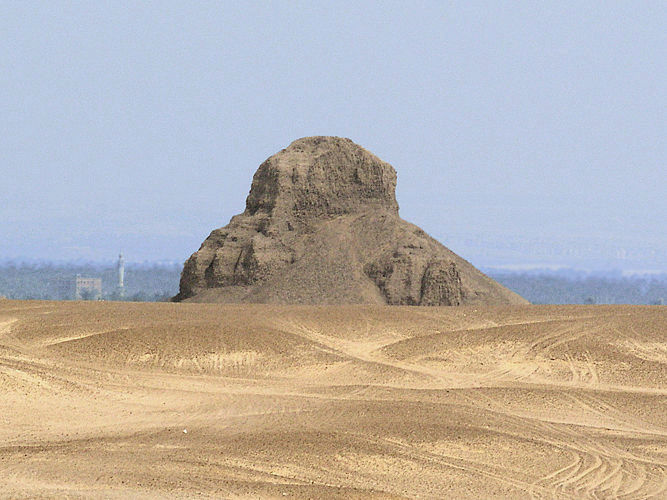
Pirámide de Amenemhat III en Dahshur.
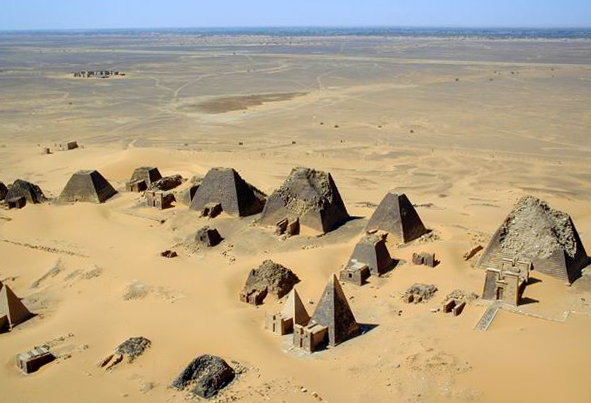
Las pirámides de Meroe.

## Construcción
Las pirámides muestran, para su época, el gran conocimiento de los técnicos egipcios y la capacidad organizativa necesaria para construir tales monumentos con medios muy simples; pero nada parece indicar que hiciera falta una tecnología superior a la que disponían los egipcios representada por "ingenios" de madera, trineos, y como no conocieron la rueda hasta el Imperio Medio, rodillos de madera y rampas.
No se sabe con certeza cómo se construyeron las pirámides, pues no han perdurado documentos de su época que lo describan. Además, se utilizaron diversos materiales (piedra escuadrada, piedra sin tallar, adobe) y variadas técnicas en la construcción de sus núcleos (apilamiento de bloques, muros resistentes conformando espacios rellenos de cascotes, etc.).
La hipótesis más aceptada es la siguiente: previamente se procedía a aplanar el terreno rocoso, y excavar canales para inundarlos de agua y así poder marcar líneas de nivel con las que se preparaba una superficie horizontal. Después se rellenaban los surcos. A continuación se excavaba la cámara subterránea y se comenzaba la edificación. La mayoría de los bloques de piedra eran cortados en canteras próximas al lugar de construcción. Se transportaban otros de las canteras del sur del país con ayuda de gigantescas barcazas. Los bloques se colocaban a continuación sobre trineos y se arrastraban hasta su emplazamiento definitivo.

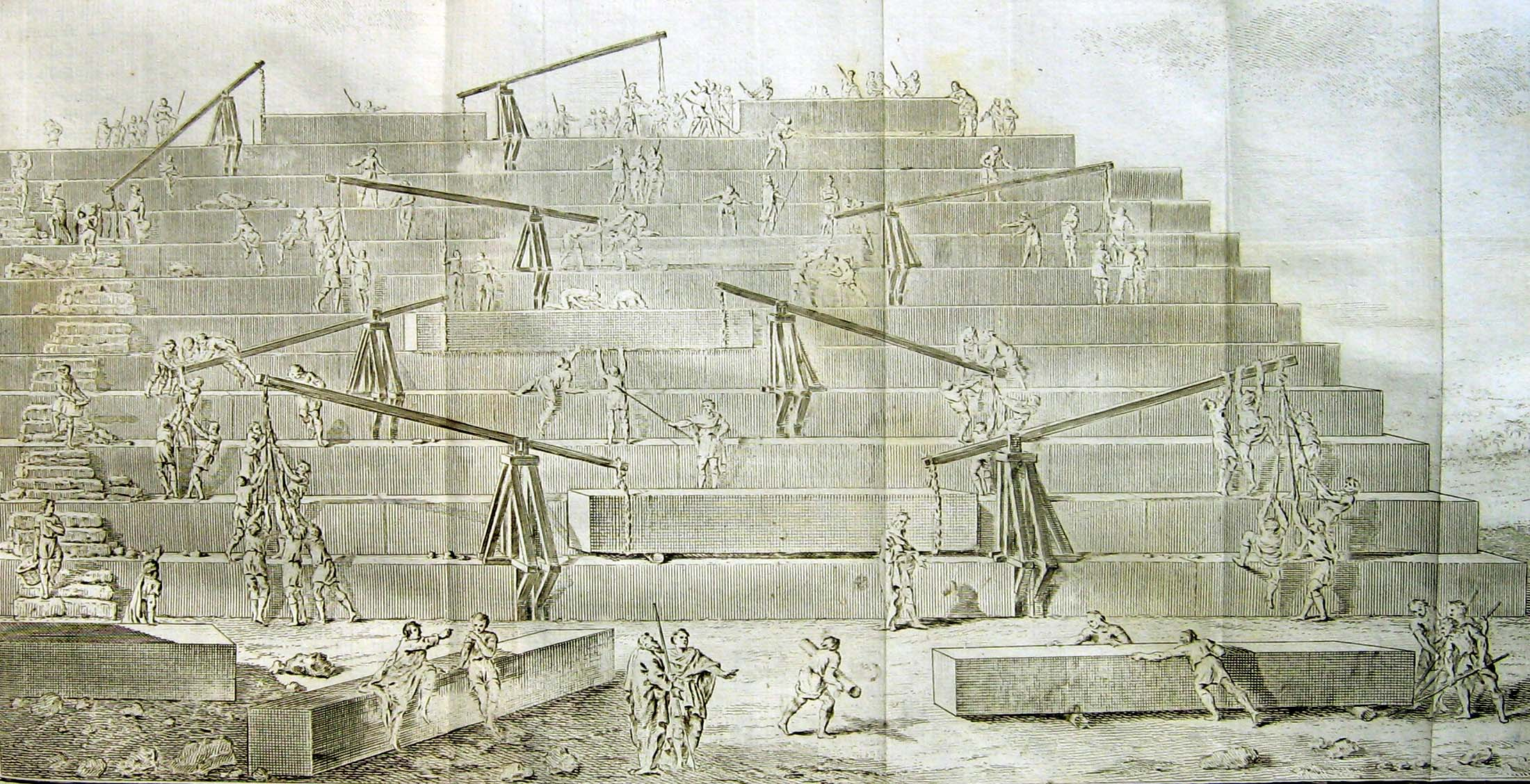
Interpretación, según Antoine-Yves Goguet (1820), de la construcción de la Gran pirámide descrita por Heródoto.

### Hipótesis sobre su construcción
Existen múltiples hipótesis sobre el método de construcción de las pirámides egipcias, sin que los especialistas se pongan de acuerdo en numerosos puntos debido a la total ausencia de documentos de esas épocas que describan el proceso seguido para edificarlas. Algunas de estas hipótesis son:
- Sin rampas: según comentaron a Heródoto los sacerdotes egipcios, comenzaban construyendo una serie de "gradas" y utilizando "ingenios" de madera, subían los bloques desde el suelo a la primera "grada", luego a la segunda, y así sucesivamente. Es el modo de construir más lógico, posteriormente utilizado por griegos, romanos, maestros de obras medievales, etc., con "ingenios" de madera.
- Rampa incrementada: la construcción se realizaba conformando una gran rampa de arena, rectilínea, que aumentaba de altura y anchura según crecía la pirámide. Presenta, entre otras, la dificultad de ampliar la rampa y el gran volumen de esta, superior incluso al de la pirámide y el trabajo requerido en montarla y desmontarla.
- Múltiples rampas: las piedras eran levantadas sobre cada hilada para acceder al siguiente nivel. De llevarse así a cabo la construcción habrían tenido que salvar, entre otras, la gran dificultad que supone colocar los últimos bloques de cada nivel.
- Cilindros de madera: la construcción se realizaba atando tres cilindros de madera a cada lado de las caras del bloque de roca unidos por un sistema de cuerdas y nudos especiales. Estas maderas cilíndricas actuaron como rodamientos y, gracias a este sistema, solo debió aplicarse el 0,15 de la fuerza que se hubiese tenido que utilizar al llevarlas con otros métodos más precarios. Asimismo, se reducía la presión y desgaste que el arrastre de las rocas de 2,5 toneladas provocaba en el terreno, por eso no hay huellas de un proceso que tomó bastante tiempo.

### Los constructores de las pirámides
La hipótesis más difundida (aunque sin pruebas tangibles) ya desde la época grecorromana narraba que tales construcciones eran la labor de miles de esclavos, idea reflejada en algunas películas de Hollywood; pero la realidad es que fueron levantadas por equipos de miles de hombres libres trabajando por turnos.
Zahi Hawass sostiene que fueron obreros muy bien tratados, tras haber encontrado un grupo de tumbas junto a las pirámides. Dichas tumbas de 2,74 metros de profundidad, alojaban doce esqueletos conservados perfectamente. Los restos óseos fueron encontrados en posición fetal, con la cabeza hacia el oeste y los pies hacia el este, de acuerdo a las antiguas creencias egipcias. Además se hallaron vasijas que originalmente contuvieron cerveza y pan.
En una intensa investigación, Mark Lehner descubrió en los años 1970 los restos del poblado de los obreros de las pirámides, encontrando muchos huesos de vaca en la calle principal, tantos como para dar de comer a miles de hombres durante casi un siglo. Además, también encontró miles de raspas de pescado, indicando que además de carne de vaca también se les distribuían toneladas de pescado del Nilo. Esto no significa que no hubiesen pasado una vida laboral dura, sus esqueletos presentaban signos de artritis y sus vértebras bajas muestran el desgaste por cargas pesadas. La compensación fue ser enterrados en una necrópolis junto a las pirámides, para compartir la vida eterna con su soberano.

## Fecha estimada de construcción de las mayores pirámides
En Egipto se han hallado más de cien pirámides de la época faraónica. La siguiente tabla muestra una cronología de la construcción de las pirámides de mayor tamaño. Cada pirámide está identificada con el faraón que ordenó edificarla, la fecha aproximada del reinado y su localización geográfica actual.
| Faraón «Pirámide»           | Reinado (± 50 años) | Ubicación |
| --------------------------- | ------------------- | --------- |
| Dyeser (Zoser) «Escalonada» | c. 2660 a. C.       | Saqqara   |
| Seneferu «en ruinas»        | c. 2610 a. C.       | Meidum    |
| Seneferu «Acodada»          | c. 2600 a. C.       | Dahshur   |
| Seneferu «Roja»             | c. 2600 a. C.       | Dahshur   |
| Jufu (Keops)                | c. 2570 a. C.       | Guiza     |
| Dyedefra                    | c. 2550 a. C.       | Abu Roash |
| Jafra (Kefrén)              | c. 2540 a. C.       | Guiza     |
| Menkaura (Micerino)         | c. 2510 a. C.       | Guiza     |
| Neferirkara                 | c. 2450 a. C.       | Abusir    |
| Amenemhat I                 | c. 1970 a. C.       | El Lisht  |
| Senusert I                  | c. 1950 a. C.       | El Lisht  |
| Senusert II                 | c. 1880 a. C.       | El Lahun  |
| Senusert III                | c. 1870 a. C.       | Dahshur   |
| Amenemhat II                | c. 1850 a. C.       | Dahshur   |
| Amenemhat III               | c. 1850 a. C.       | Hawara    |